# Андреас Диконимос
Андреас Диконимос, известен като Барбандреас (на гръцки: Ανδρέας Δικώνυμος, Μπαρμπανδρέας), е гръцки революционер, деец на гръцката въоръжена пропаганда в Македония.

## Биография
Диконимос е роден в Каликратис, остров Крит. Чичо е на Георгиос Диконимос. Включва се в гръцката въоръжена пропаганда в Македония. В 1904 година влиза в Костур заедно с Павлос Мелас. Става капитан на чета в Лехово, където предимно действа. Сериозно е ранен в окото, по време на операция в Прекопана в 1905 година, но продължава борбата въпреки напредналата си възраст.